# Santalaris
Santalaris (in greco Σανταλάρης?;  in turco Sandallar) è un piccolo villaggio di Cipro, situato a nord di Famagosta. Il villaggio si trova de facto nel distretto di Gazimağusa della Repubblica Turca di Cipro del Nord, mentre de iure appartiene al distretto di Famagosta della Repubblica di Cipro.
Sandallar nel 2011 aveva 28 abitanti.

## Geografia fisica
Il villaggio è situato a tre chilometri a est del villaggio di Maratha. Santalaris è situato nella bassa pianura della Messaria.

## Origini del nome
L'origine del nome Sandalaris non è chiara. I turco-ciprioti sostengono che derivi da "sandallar", che significa "barche". Tuttavia, viene riportato che un altro villaggio con un nome simile, Salari, esisteva vicino al villaggio attuale, molto prima che gli Ottomani arrivassero a Cipro. Dal 1958, i turco-ciprioti hanno usato Sandallar per i loro scritti ufficiali e come indirizzo postale.

## Storia
Il villaggio è stato registrato già all'inizio del XIII secolo in documenti papali.
Tranne i maschi capaci di portare armi, tutti gli abitanti turco-ciprioti del villaggio furono uccisi da estremisti dell'EOKA-B durante il massacro di Maratha, Santalaris e Aloda dell'agosto 1974.
Nel 1981, Maratha, Sandalaris e Aloa furono uniti sotto un'unica amministrazione chiamata Şehitler, o "martiri".

## Società

### Evoluzione demografica
Anche se durante il periodo britannico il villaggio fu esclusivamente turco-cipriota, il censimento ottomano del 1831 considerava il villaggio misto. Durante la prima metà del XX secolo, la popolazione del villaggio aumentò fortemente da 47 abitanti nel 1891 a 128 nel 1946.  Nel 1960 la popolazione era scesa a 94 abitanti.
Nessuno fu sfollato dal villaggio durante i disordini del 1960, o durante il periodo dal 1964 al 1974. Nel luglio 1974, tutti i maschi in età da combattimento furono deportati nei campi di prigionia di Famagosta, e poi trasferiti a Limassol e internati per diversi mesi. Mentre loro non c'erano, il 14 agosto, tutte le donne, i bambini e gli anziani del villaggio (57 persone) furono uccisi da estremisti greco-ciprioti dell'EOKA-B.
Attualmente il villaggio è abitato principalmente dai sopravvissuti del massacro.